# 烏碣岩の戦

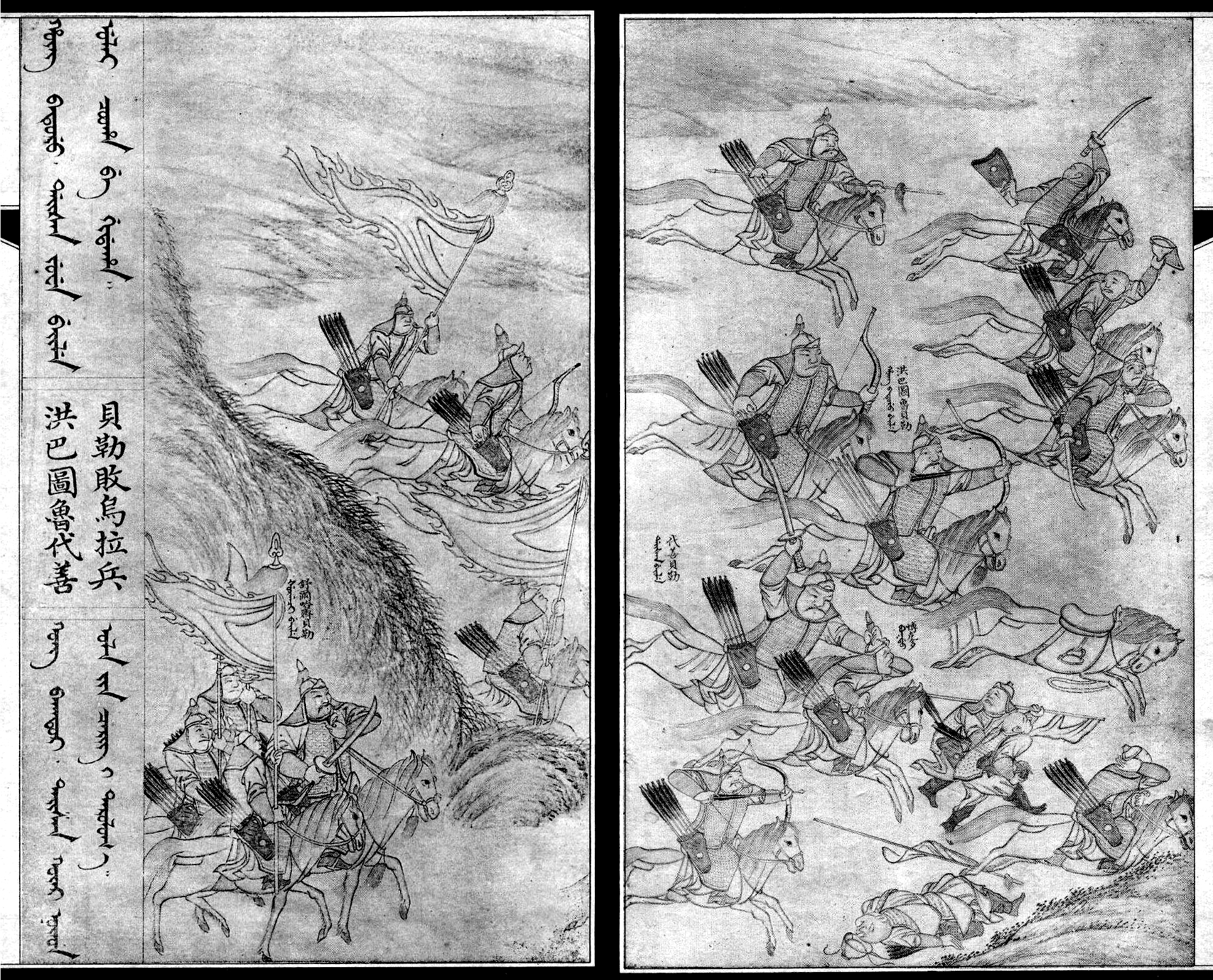
右下：ボクドの兜を掴み首を刎ねんとするダイシャン。左下：山麓で様子を伺うシュルハチ。(『滿洲實錄』巻3より「洪巴圖魯代善貝勒敗烏拉兵」)

烏碣岩の戦い (ウケツガンのたたかい) は、万暦35年 (1607) 旧暦正月末から翌月初にかけて李氏朝鮮領内で発生した、満洲国マンジュ･グルンと烏拉国ウラ･グルンとの間の戦役。その名称については、主戦地である「烏碣巖」の名を冠した「烏碣巖の戦い」や「蜚悠城及烏碣巌の戰」の外、『光海君日記』には「門岩之敗」や「文巌大敗」という記載もみられる。
ウラの支配下にあった東海瓦爾喀ワルカ部の蜚悠城フィオ･ホトンがマンジュへの徙民を請願したことに端を発し、護送のためにヌルハチが派遣したマンジュ軍と、フィオの離叛を阻止すべくブジャンタイが派遣したウラ軍が烏碣岩で交戦したが、猛将ボクドを頂き数で勝るウラ軍が潰滅した。その結果ウラは図們江トゥメン･ウラにおける覇権を失い、マンジュが東方へ勢力を拡大するきっかけとなった。

## 背景
図們江トゥメン･ウラの下流域とその沿海地方には、東海ワルカ部と呼ばれる野人女直の一種が雑居し、李氏朝鮮側はこれを兀良哈オランカイと呼び慣わした。ヌルハチは天命元年 (明万暦44年：1616) 以前からこの地域に出兵し勢力拡大を図っていたものの、トゥメン･ウラ流域から支流の嘎呀河にかけては、17世紀初めまでは烏拉国ウラ･グルンの勢力下にあった。
遡ること万暦21年 (1593) に古勒山戦役で大敗し、マンジュで囚われの身となっていたブジャンタイは、同24年 (1597) 、兄マンタイ (第三代ウラ国主ベイレ) の死を承けてウラに帰還し、第四代国主ベイレに即位した。李朝の文献に拠れば、おそくとも宣祖24年 (明万暦19年：1591) までにウラは李朝の領土を侵犯し始め、同33年 (28年：1600) には穏城 (現北朝鮮咸鏡北道穏城郡北部) 周辺を掠奪し、同36年 (31年：1603) に鍾城 (現穏城郡南部) などを焼き払って多数の人畜を掠奪した。翌年には李朝に官職を要求し、李朝の拒絶に遭うと、ウラ国主ベイレブジャンタイ親ら軍を率いて潼関を灰燼にし、多数を殺害して制圧した。李朝は反撃するもウラの伏兵に遭って失敗し、同年旧暦7月に官職を与えて媾和にいたった。
こうしてブジャンタイは東北方面に力を注ぎ、10年足らずで東はトゥメン･ウラ、北は黒龍江アムール･ウラ、西は現吉林省松原市前ゴルロス自治県県境、東北は海浜地区まで領土を拡げた。東海ワルカ部の居住地一帯で採取される天然資源はその頃のウラにとって貴重な収入源であり、対明貿易もウラの壟断的状況下にあった。
そのころ、ワルカ部の中にウラ支配から脱却せんとヌルハチを訪ねるものが相継いだ。かねてよりヌルハチは真珠や黒貂の毛皮など稀少な天然資源の利権を求めて、トゥメン･ウラから烏蘇里江ウスリー･ウラ方面への進出を狙っていたが、そこに舞い込んだのが瓦爾喀ワルカ部の蜚悠城フィオ･ホトンとその周辺部落の帰順であった。

## 経過

### ツェムテヘ帰順
万暦35年 (1607) 旧暦1月、東海瓦爾喀ワルカ部の斐優城フィオ･ホトン城主アムバンの策穆特赫ツェムテヘは、ヌルハチの許を訪れ、満洲国マンジュ･グルンへの徙民 (帰順し移住すること) を願い出た。フィオはそれまで烏拉国ウラ･グルンに従属してきたが、ウラ国主ベイレのブジャンタイからの苦虐に遭い続けていた。
フィオ一族の護送を頼まれたヌルハチは、弟シュルハチ、長子チュイェン (ホン･バトゥル)、次子ダイシャン、およびフュンドン、フルハンに兵3,000を預け、フィオへ派遣した。

### 光を放つ大纛
フィオへの道中、一行が暗い夜道を進んでいたとき、天から一筋の眩い光が大纛アムバ･トゥの上に差した。旗を検めてみても異状はないのに、堅てるとまた光る。シュルハチはこれを凶兆とみて撤退を主張した。しかしヌルハチの二子は、「『旗が光ったから帰ってきました』などと言い訳するつもりか」とシュルハチの主張を斥け、行軍を強行した。
尚、この「光る大纛」については、ダイシャンの昆孫にあたる昭槤がその著書『嘯亭雜錄』巻8「禮烈親王纛」において、昭槤の邸宅に飾られている纛頂には「銅火焔」(火焔を象った銅製の装飾具) ではなく「生鐵明鏡」(銑鉄製の鏡) が懸けられていると述懐し、蓋し戦捷を記念してのものであろうと推測を加えている。

### 移送開始
フィオに着いた一行は、周辺の村々から民衆を集めた。ツェムテヘの一族500人を先づさきに出発させるべく、フルハンに兵300を隨はせて出発させると、後続部隊はフィオ･ホトンに火を放ち、周辺部落ともども一切を焼き払ってその地を後にした。

一方、フィオ民を従えて道を急いでいたフルハンの前には、ブジャンタイが派遣したウラ兵10,000が待ち受けていた。門岩地名附近にウラの大軍をみとめたフルハンは山の上にツェムテヘの一族500人を集め、兵300のうち100人を割いて護衛にあたらせた。さらに後続隊に救援を求めるべく人を遣わし、その夜、ウラ兵10,000とフルハンの兵200は、谷を挟んで向かい合った山にそれぞれ陣を張り対峙した。

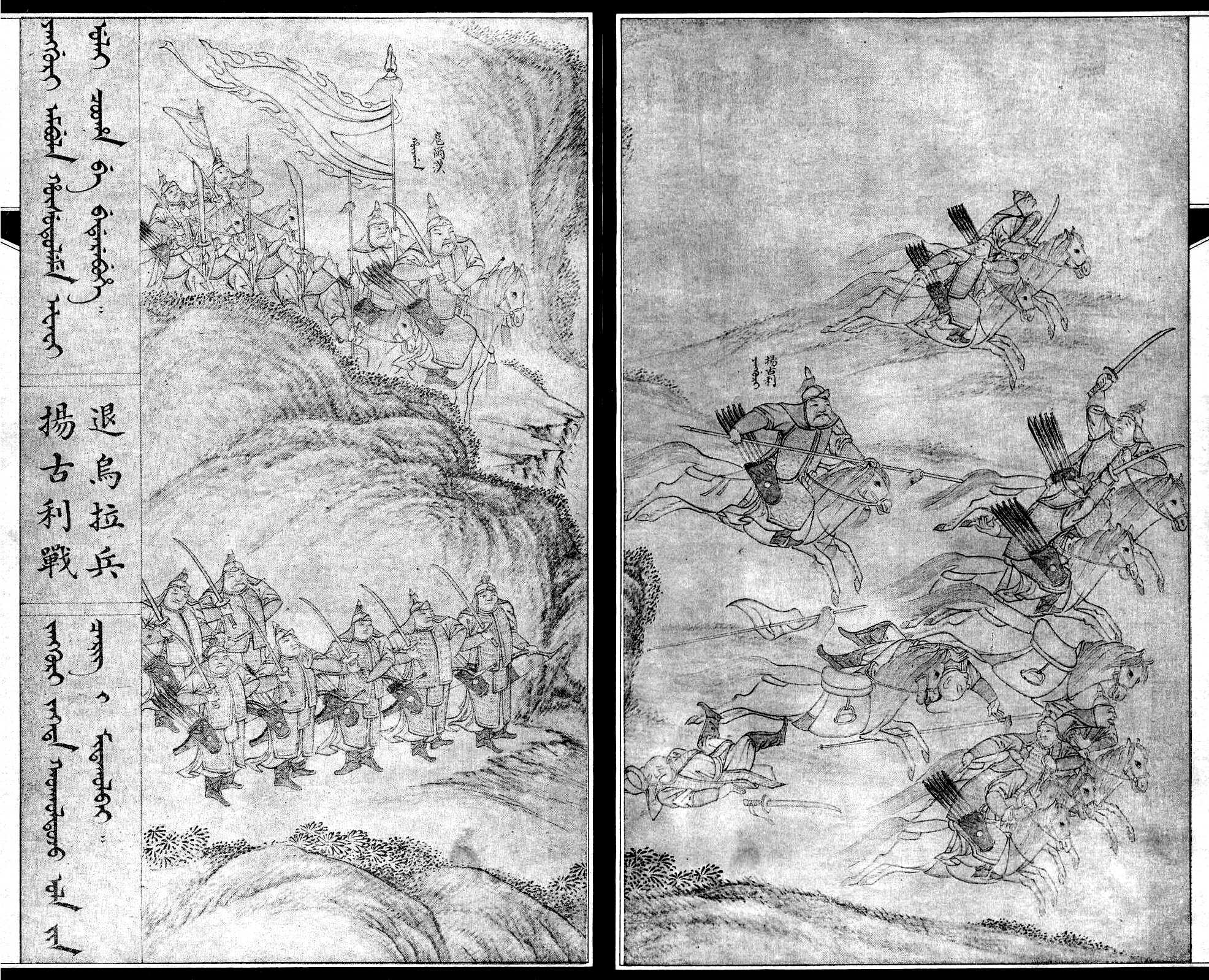
『滿洲實錄』巻3より「揚古利戰退烏拉兵」

翌朝、規模にしてフルハン隊の50倍に上るウラ兵の襲撃が始まった。マンジュからは武将ヤングリがウラ軍に斬り込みをかけ、その際に一人が命を落とした。対してウラ軍は七人が斬伐され、出鼻をくじかれて河を渡り、山上に逃げ込んだ。
両者の対峙が続いたころ、マンジュ軍の後続隊が未の刻14時前後にようやく到着した。ヌルハチの二子、チュイェンとダイシャンは、ウラの大軍を目の前に怯みがちな兵を叱咤し、奮い立ったマンジュ軍とともに一斉にトゥメン･ウラを渡った。チュイェンとダイシャンはそれぞれ兵500を従え、山上を二手にわかれてウラの陣営を挟撃した。
ダイシャンはさらにウラ軍を率いて走り去る主将ボクドをみつけて追撃し、追いつくやボクドの兜の角を左手で掴み、右手に握った剣でその首級をあげた。ボクドの子も陣中で殺害され、常住チャンジュ父子と胡里布フリブは身柄を拘束された。ウラ軍は3,000人が陣歿、馬5,000と甲冑3,000が鹵獲された。その時、それまで晴れ渡っていた空は忽ちに雲に覆われ、大吹雪となった。負傷したウラ兵は鎧兜を脱ぎ捨て、武器を投げ出し、馬牛をも置いて倉皇都と逃走したが、大吹雪の中で多数が凍死した。
一方、撤収するときになってシュルハチは兵500を従え山の麓にいた。両軍の間で激戦が繰りひろげられていた頃、シュルハチは谷に沿って進軍したために到着が遅れ、戦闘にはほとんど参加しなかった。
常書と納斉布の二将軍は、兵100人を連れてシュルハチと一所に止まり、敵討滅に向わなかった為にヌルハチの怒りを買った。シュルハチの懇請により、常書は銀百両、納斉布は領民の没収を言い渡され、死罪を免れた。

## 影響
戦いに敗れたウラ国は豆満江流域への影響力を喪失した。大部分の東海女真がなおもウラ国に従属しているとは言え、建州部が東海各部に続く要路を切り拓いたことで、この後、ウェジ (窩集) 部、クルカ (庫爾喀) 部などがヌルハチ一連の征討と懐柔を受けて次第に建州部の支配下に組み込まれ、建州部の兵源へと変貌していく。また、シュルハチと常書、納斉布の二将軍は、実際は山上で進軍を止め傍観策を採ったともされ、この時の行動が後に兄・ヌルハチとの決裂を招く要因となった。
また、李氏朝鮮にとっても本戦役は、外患を排除してくれたという正の面がある一方で、そこに新たな外患 (ヌルハチ勢力の伸長) が生まれたという負の面もあった。

## 脚註・参照元
1. ↑  “第八節 奴兒哈赤大に建州に起る (蜚悠城及烏碣巖の戰)”. 清朝全史. 上. pp. 128-130
2. ↑  “光海君日記 (太白山本) 1年(1609)3月10日段66463”. 朝鮮王朝實錄. 14
3. ↑  “光海君日記 (太白山本) 2年(1610)11月18日 (p.43)”. 朝鮮王朝實錄. 35
4. 1 2 3 4 5  ヌルハチの女直統一と徙民政策の実施. “〈論説〉ヌルハチ (清・太祖) の徙民政策”. 東洋学報 67 (3):  3-14.
5. 1 2 3  ““扈伦轶事”-‘布占泰的传说’-‘4. 汗王背约，乌碣岩之战’”. 扈伦研究. 未詳. pp. 70-71
6. ↑  “宣祖實錄36年（1603）8月24日段64044”. 朝鮮王朝實錄. 165. "磼曰："上敎允當。小臣粗知北方之事。前者穩城之變，臣聞於藩胡，介伊、仁弼，則忽剌溫，深處賊也。……""
7. ↑  “宣祖實錄36年(1603)9月1日段64051”. 朝鮮王朝實錄. 166. "忽賊焚蕩鍾城三部落，男女牛馬，盡數擄去。"
8. ↑  “宣祖37年(1604)8月8日段64366”. 朝鮮王朝實錄. 177. "永慶曰："忽賊，欲受職於我國云。……""
9. 1 2 3   乌拉国简史. 中共永吉县委史办公室. pp. 65-72
10. ↑  “第八節 奴兒哈赤大に建州に起る (東北諸路征撫年表)”. 清朝全史. 上. pp. 131-132
11. ↑  “丁未歲1月1日段372”. 太祖高皇帝實錄. 3
12. 1 2 3 4 5 6 7 8 9 10  “丁未歲段69”. 滿洲實錄. 3
13. ↑  赵, 东升; 宋, 占荣 (1992) (中文). 乌拉国简史. 中共永吉県委史弁公室. pp. 65-72
14. ↑  “トウタウ【纛】”. 日本国語大辞典精選版. 小学館. "〘名〙 旗棹はたざおの上端につける犛牛やくの毛をたばねて垂れた威儀の飾り。これに旗をつけて纛の旗という。"
15. ↑  “ᡨᡠᡵᡠᠨturun 纛” (和訳). 五体清文鑑訳解. "竹竿の先に総を垂れた大旗。驍騎用は四角形、護軍用は三角形、八旗用はそれぞれに色分けしてある。行軍、狩猟共に掲げて行く。"
16. ↑  愛新覺羅, 昭槤. “禮烈親王纛” (漢文). 嘯亭雜錄. 8. "先、烈親王同鄭莊親王、征輝發，夜間大纛頓生光焰，鄭王欲凱旋。先烈王曰「焉知不爲破敵之吉兆也？」因整師進，卒滅其國。故、今余邸中、纛頂皆懸生鐵明鏡於其上，有異於他旗之纛，按定制，纛頂皆用銅火焰。蓋以誌瑞也。"
17. ↑  “第九篇 清初の疆域 (九. 東海瓦爾喀部)”. 滿洲歷史地理. 2. pp. 639-644. "門巌は鍾城より今の局子街に通ずる道路上に在り。"
18. 1 2  “宣祖40年(1607)2月1日段66066 (修正實錄)”. 朝鮮王朝實錄. 41
19. ↑  “丁未年”. 滿洲實錄. 未詳. "（9）……及班師太祖賜弟舒爾哈齊名爲達爾漢巴圖魯褚英奮勇當先賜名爲阿爾哈圖圖們代善與兄並力進戰殺博克多賜名爲古英巴圖魯常書納齊布二将負太祖所託不隨兩貝勒進戰破敵領兵百名與達爾漢貝勒立於一處因定以死罪達爾漢巴圖魯懇曰若殺二将即殺我也太祖乃宥其死罰常書銀百兩奪納齊布所屬人民"
20. ↑  中国語版より引用。典拠不明。
21. ↑   努尔哈赤传-正说清朝第一帝. 北京出版社. p. 290

### 註釈
1. ↑  参考：現在の北朝鮮咸鏡北道北部・中華人民共和国琿春市・ロシア聯邦 プリモルスキー･クライの境界線が入り組む一帯。
2. ↑  参考：今西春秋はヌルハチの東方進出の目的を兵力の補充にあるとしている。勢力拡大を図るに兵事は避けて通れず、戦をすれば人が死ぬ。戦争を続けるには外から民衆を移徙させて自国の兵力とし、さらに戦時において意思疎通を図るには共通言語を話す部族が必要であった。[10]
3. ↑  参考：斐優 (滿洲實錄-巻3)、蜚悠 (太祖高皇帝實錄-3)、費優 (欽定盛京通志)、斐悠 (清史稿-巻216)。満文では「ᡶᡳᠣfio」。「ᡥᠣᡨᠣᠨhoton」は「城」の意。
4. ↑  参考：策穆特黑 (太祖高皇帝實錄-3)、策穆特赫 (滿洲實錄-3)。満文では「ᡮᡝᠮᡨᡝᡥᡝts'emtehe」。
5. ↑  参考：一説には、珍珠や紫貂など特産物を長距離輸送の問題で大量に持て余していたところへ、ヌルハチから高価買取りの打診があり、一族領民挙げての鞍替えに至ったとも。[13]
6. ↑  参考：グヮルギャ氏 フュンドン、トゥンギャ氏フルハン、ニョフル氏エイドゥ、ドゥンゴ氏ホホリ、 ギョルチャ氏 アンバ･フィヤングはヌルハチの五大臣。
7. ↑  参考：一説には、シュルハチは内心この出兵を不当と考え進軍を躊躇していたとも。
8. ↑  参考：原文[16]ではホイファ征討の際の話だとしているが、ホイファ征討はヌルハチ親ら軍を率いたため、シュルハチとダイシャンがその進退について容喙する余地はないはずで、全く同じ話が二度も出てくるとも考えにくい。おそらくは烏碣岩での戦役とホイファ征討がともに万暦35年 (1607) に発生していることから生じた誤解か。
9. ↑  参考：一説に、ブジャンタイには義父ヌルハチと事を構える気はなく、ツェムテヘを捉えて訊問する為に軍を派遣したとも。
10. ↑  参考：箭内亙に拠れば、「門岩」の地は現在の北朝鮮鍾城労働者区から中華人民共和国延吉市に至る途中にあった。[17]
11. ↑  参考：维基百科「乌碣岩之战」には「……建州军队行进至图们江畔朝鲜边境钟城附近的乌碣岩时与前来截击的乌拉军队相遇。当时大雪纷飞，……」とあり、建州軍 (マンジュ軍) の先行隊とウラ兵が鉢合わせした時に大雪が降っていたとしているが、大雪が降ったのは翌日で、鉢合わせした日は已に空が暮れていたため戦闘に至らなかった。